# Ariane Lavrilleux
Pour les articles homonymes, voir Lavrilleux.
Ariane Lavrilleux est une journaliste d'investigation française née le 1er septembre 1987 à Nantes. En 2023, la justice française saisit son matériel lié à l'enquête sur l'opération Sirli, dans le but d'identifier les sources ayant renseigné les journalistes.

## Biographie
Née à Nantes le 1er septembre 1987, elle commence sa carrière de journaliste en 2011, pour Europe 1. À partir de 2017, elle est correspondante au Caire, en Égypte, où elle travaille pendant cinq ans pour plusieurs médias,  avant de revenir en France. Elle couvre notamment, dans des enquêtes et reportages d'investigation sur l’Égypte et le Moyen-Orient, des sujets liés tels que les ventes d'armes, les violations des droits humains et les questions environnementales. Elle est cofondatrice du collectif de femmes journalistes Prenons la Une, dont elle est secrétaire générale.
En 2020, elle révèle que certains partenaires syriens de SOS Chrétiens d'Orient, à la tête de milices pro-Assad, étaient accusés par des ONG syriennes d'avoir pillé des villages et bombardé des civils. En 2021, elle est entendue comme témoin à ce sujet, avec son collègue Élie Guckert, par l'Office central de lutte contre les crimes contre l'humanité, les génocides et les crimes de guerre. Selon Arrêt sur images, deux journalistes (Stéphane Kenech et un second qui a demandé l'anonymat) leur reprochent alors un vol d'informations pour un article paru dans Mediapart , Mediapart démentant tout vol — Mediapart affirme avoir mis fin à la collaboration avec Kenech et le journaliste anonyme, en raison d'informations inutilisables et de manquements professionnels de ces deux journalistes,.
En 2021, avec plusieurs confrères, elle dévoile pour Disclose les ressorts de l'opération Sirli, se fondant sur des documents — fournis à Disclose par un lanceur d'alerte anonyme ayant décidé, faute de réponse aux préoccupations des personnes de terrain sur de possibles dérives de l'opération, de briser le secret — qui indiquent comment l'État français aurait fourni à l'Égypte des informations utilisées pour commettre des crimes,. Plusieurs documents étant protégés par le secret défense, elle indique pour France Inter que « le secret défense est une énorme bannière qui permet de dissimuler tout un tas d'infractions aux engagements européens, internationaux ». L'enquête, qui selon Télérama révèle « les compromissions de la France avec la dictature égyptienne », est pré-sélectionnée par le prix Albert-Londres de la presse écrite en 2022.

### Perquisition, garde à vue et recherche des sources
Le 19 septembre 2023, son domicile, à Marseille, est perquisitionné par la direction générale de la Sécurité intérieure (DGSI) et elle est placée en garde à vue,. Selon Disclose, elle est poursuivie pour des faits de « compromission du secret de la défense nationale » et de « révélation d’information pouvant conduire à identifier un agent protégé ». Disclose, Reporters sans frontières, le Comité pour la protection des journalistes et le collectif Prenons la une, dont elle est la secrétaire générale, dénoncent une atteinte grave au secret des sources,. The Guardian, Al Jazeera, et l'ONG Amnesty International relaient ces préoccupations sur la liberté de la presse en France. Pour Amnesty International, la garde à vue d'Ariane Lavrilleux vise à couvrir une forme de « complicité dans de graves atteintes aux droits humains » et s'inscrit dans une « offensive plus vaste, quasi systématique, contre les journalistes » qui s’efforcent de faire la lumière sur les actions opaques des services de renseignement français dans l'intérêt public. Des rassemblements de soutien et appels à sa libération sont organisés,,. Le 20 septembre au soir, elle annonce être libre. Ariane Lavrilleux est libérée, sans charge retenue contre elle, contrairement à un ancien militaire, suspecté d'avoir renseigné les journalistes, perquisitionné et arrêté en même temps qu'elle, avant d'être mis en examen et placé sous contrôle judiciaire.
Le 25 septembre, elle est convoquée au tribunal judiciaire de Paris devant un juge des libertés et de la détention, qui doit statuer sur la validité des pièces saisies lors de la perquisition chez la journaliste pour savoir si elles peuvent être versées à une procédure engagée contre la journaliste accusée de divulgation d’un secret de défense nationale. La décision est rendue le 27 septembre : 7 des 10 scellés sont versés au dossier. Pour la journaliste, qui n'est pas mise en examen et n'a pas accès au dossier, il s'agit d'une atteinte inédite et gravissime au secret des sources. La décision est justifiée par un « impératif prépondérant d’intérêt public », non précisé.
Cette affaire est comparée à celle d'Alex Jordanov à la même époque.

### Signature d'une tribune pour la liberté d'informer, suivie d'un appel au meurtre contre elle
Deux semaine après sa garde à vue, elle cosigne dans L'Humanité une tribune pour défendre la liberté d'informer, ce qui lui vaut d'être inscrit sur « la liste des candidats a la balle dans la nuque » du site d'extrême droite Reseau-libre.org. Le 12 juillet 2024, elle porte plainte pour « menaces de mort » avec 43 autres membres de « la liste »,.

### Risque de mise en examen
(5 décembre 2024).
Le texte peut changer fréquemment, n’est peut-être pas à jour et peut manquer de recul. 
Le titre et la description de l'acte concerné reposent sur la qualification juridique retenue lors de la rédaction de l'article et peuvent évoluer en même temps que celle-ci.
Ariane Lavrilleux risque d'être mise en examen à la suite de sa convocation au tribunal pour un entretien qui se tiendra le 17 avril 2025.